# Алексеев, Егор Алексеевич
Егор Алексеевич Алексеев (род. 7 марта 2000, Тольятти, Самарская область) — российский хоккеист, нападающий, мастер спорта

## Биография
Сын хоккеиста и тренера Алексея Алексеева.
Воспитанник тольяттинской «Лады». В сезоне 2016/17 дебютировал в команде МХЛ «Ладья». В сезоне 2018/19 также провёл 14 матчей за «Ладу» в ВХЛ. Сезон 2019/2020 провёл в команде МХЛ «Чайка» Нижний Новгород, сыграл 4 матча за «Торпедо-Горький» в ВХЛ. После сезона, проведённого в «Ладе», стал играть за «Горняк-УГМК» из системы «Автомобилиста». 21 декабря 2023 года дебютировал в КХЛ.
Бронзовый медалист КХЛ и чемпионата России 2023/2024.